# ابراهیم صالحی
ابراهیم صالحی (زاده ۲۰ مهر ۱۳۷۰) بازیکن فوتبال اهل ایران است که در پست مهاجم برای باشگاه فوتبال آریو اسلامشهر بازی می‌کند.
از باشگاه‌هایی که در آن بازی کرده‌است می‌توان به فجر سپاسی شیراز، ایران‌جوان بوشهر، استقلال خوزستان، بادران تهران و پارس جنوبی جم اشاره کرد.